# Salomėja Zaksaitė
Salomėja Zaksaitė (n. 25 aprilie 1985 la Kaunas) este o șahistă  și jurista lituaniană.

## Biografie
2003-2008 Master, drept. 2012 Doctor (Drept penal). 2013-2015 post-doctorand.
A devenit maestru internațional (WIM) în 2003. A fost vicecampioană națională în 1999 și 2013. A fost și reprezentantă a Lituaniei in 2011 Europa Campionat.